# علم الاتحاد

علم المملكة المتحدة بريطانيا العظمى وأيرلندا الشمالية.

علم الاتحاد والمعروف أيضًا باسم جاك الاتحاد، هو علم المملكة المتحدة. ويحتفظ به بشكل رسمي أو شبه رسمي في بعض ممالك الكومنولث: على سبيل المثال، يُعرف بـعلم الاتحاد الملكي في كندا. كما أنه يستخدم باعتباره العلم الرسمي في بعض أقاليم ما وراء البحار البريطانية الصغيرة. ويعود تاريخ التصميم الحالي للعلم إلى اتحاد أيام بريطانيا العظمى وأيرلندا في عام 1801م.